# Daniel da Silva Filho
Daniel da Silva Filho, ou apenas Daniel Silva, (Rio de Janeiro, 16 de janeiro de 1939) é um professor, advogado e político brasileiro que foi deputado federal pelo Rio de Janeiro.

## Dados biográficos
Filho de Daniel da Silva e Georgina Antunes da Silva. Aos dezesseis anos de idade participou da fundação do Colégio Batista de Campo Grande, ligado à Igreja Batista presente no referido bairro carioca e onde lecionaria antes de ser diretor após licenciar-se em Filosofia em 1966 pela Faculdade de Filosofia de Campo Grande e quatro anos depois fundaria o Colégio Lima e Silva.
Sua carreira política começou após a cassação de seu irmão, o deputado estadual Miécimo da Silva, via Ato Institucional Número Doze em 1969. Suplente de deputado estadual pelo MDB da Guanabara no ano seguinte, foi assistente da Coordenação das Administrações Locais do Palácio Guanabara no governo Chagas Freitas, dividindo seu tempo como assessor da Assembleia Legislativa do estado. Eleito deputado federal em 1974, passou a representar o Rio de Janeiro a partir de 15 de março de 1975 quando o Governo Ernesto Geisel efetuou a fusão entre a Guanabara e o Rio de Janeiro e criou o "novo" estado fluminense, pelo qual foi reeleito em 1978.
Filiado ao PP com o fim do bipartidarismo em 1980, nele permaneceu até sua incorporação ao PMDB. Candidato a reeleição em 1982, não obteve sucesso. Voltou a prestar serviços à Assembleia Legislativa do Rio de Janeiro, onde se aposentou, e em 1992 formou-se advogado pela Universidade Estácio de Sá. 